# Kwon In-sook
Kwon In-sook (en hangul 권인숙; en hanja 權仁淑, també Kwŏn Insuk o Insook; nascuda el 1964) és una anterior organitzadora de treball sud-coreana qui inspirà a dones al seu país natal per formar l'Associació de Dones Coreanes. Kwon és la primera dona que acusà d'agressions sexulas al govern sud-coreà. També va ser considerada per Namhee Lee, persona historiadora, "una figura emblemàtica de la Corea del Sud de la dècada del 1980; personificava la passió, els ideals i les aspiracions conflictives del moviment democratitzador de la dècada de 1980." Kwon es va convertir més endavant en una acadèmica del feminisme a Corea del Sud.

## Biografia
Quan anava a educació secundària, Kwon recorda sentir-se "enganyada" pel govern coreà que estava al poder. Ella havia estat involucrada amb els moviments estudiantils del moment i digué que "era difícil empassar-se la traïció i la ira contra els adults que havien alimentat amb mentides als joves." Kwon seguí sent una estudiant activista en el moviment democràtic mentre estudiava a la universitat.
Més tard, com a estudiant de la Universitat Nacional de Seül, va obtindre un treball de collar blau al no informar els seus credencials universitaris. Mentí respecte la seua educació per a "organitzar treballadors de fàbriques en un sindicat." El juny de 1986, anà a l'estació de policia de Bucheon per a abordar l'acusació contra ella de falsificar documents. També fou acusada per prendre part en "una manifestació violenta". Kwon va ser abusada sexulament a l'estació de policia per un agent de policia, Mun Kwi-dong. Kwon anà a acusar al govern per abús sexual, la qual fou considerada inicialment "exaggerada" per les autoritats, fins i tot quan el govern havia ja admès que ella fou "forçada a llevar-se la jaqueta i la camiseta i fou colpejada als pits tres o quatre vegades en dos ocasions durant l'interrogatori." El juliol de 1986, una reunió en protesta pel tracte que rebé va ser patrocinat per Kim Young-sam i el Partit Democràtic de la Nova Corea, però va ser detingut per la policia amb gas lacimogen.
Durant la cobertura mediàtica del cas, el govern sud-coreà controlà de manera excesiva com la premsa informava sobre què li ocorregué a Kwon, incloent donant directrius que canviaven el to del cas i que també manaven retratar Kwon com una mentidera i possiblement una communista. La notícia inicial sobre el fet va ser dedicat una línia al final de la pàgina social del Korea Daily. Un representant del govern anomenà les seues al·legacions d'agressió sexual una "tàctica rutinària utilitzada per estudiants radicals." Amb el temps la policia va ademtre que "ella havia sigut violada durant l'interrogatori."
Kwon va acabar empresonada durant 18 mesos per falsificar documents d'identificació. Les acusacions de crim contra Mun foren retirades perquè mentre "la fiscalia digué que la seua investigació respecte la denúncia de Kwon trobà alguna veritat" encara no hi havia prou evidència per provedir amb el judici. A més, la fiscalia afirmà que mentre ella havia sigut colpejada als pits nua, el govern no "considerava aquests actes com a abús sexual." Kwon va ser alliberada de la presó el 1987, junt a centenars d'altres presos polítics del país. Mun va ser obligat a pagar 45.000 dòlars amb sancions civils per "àmplies maniobres legals." El cas de Kwon és considerat un exemple dels encobriments respecte la neutralitat política del sistema judicial sud-coreana de mitjan dècada de 1980.
Kwon es convertí en una acadèmica feminista el trenall de la qual analitza els constructes patriarcals de la masculinitat en les zones militaritzades i com aquests conceptes afecten a les dones, xiquets i civils.

## Llegat
Les notícies sobre Kwon denunciant l'abús sexual patit per ella "sotragaren la societat [sud-]corena durant mesos. Fou impactant que una dona jove eixiria en públic amb una acusacio que més probablement faria malbé la seua reputació que la de l'acusat." Tradicionalment, l'abús sexual i físic era considerat una "experiència de la qual no es pot parlar", però el testimoni públic de Kwon ajudà a reemmarcar l'assumpte de l'abús sexual a Corea del Sud al reestructurar "l'experiència d'ella de 'vergonya de la víctima' al 'crim de l'infractor'". Els actes d'abús sexual com ara foren descrits per Kwon portaren a la creació de l'Associació de Dones Coreanes, que influí la política [sud-]coreanes durant la dècada dels noranta.